# 나일 레인저
나일 레인저(Nile Ranger, 1991년 4월 11일 ~ )는 잉글랜드의 축구 선수이다.

## 수상 경력
뉴캐슬 유나이티드
- 풋볼 리그 챔피언십: 2009-10